# 横港耶稣圣心堂
横港天主堂，又称横港耶稣圣心堂，位于上海市金山区张堰镇秦望村2组6190号东10米。2011年8月1日，登录为金山区文物保护单位。

## 沿革
1996年12月28日复堂，之后登记为固定宗教活动处所。隶属张堰百家村天主堂。